# Università statale di Campinas
L'Universidade Estadual de Campinas (UNICAMP) è un'università pubblica dello stato di San Paolo, Brasile.

## Struttura
L'ateneo è articolato nelle seguenti Scuole ed Istituti:
- Scuola di Scienze mediche
- Scuola di Scienze applicate
- Scuola di Odontoiatria di Piracicaba
- Scuola di Educazione
- Scuola di Educazione fisica
- Scuola di Ingegneria elettrica ed informatica
- Scuola di Ingegneria chimica
- Scuola di Ingegneria del cibo
- Scuola di Scienze farmaceutiche
- Scuola di Infermieristica
- Scuola di Ingegneria meccanica
- Scuola di Ingegneria dell'Agricoltura
- Scuola di Ingegneria civile, Architettura e Urbanistica
- Scuola di Tecnologia di Limeira
- Istituto di Chimica
- Istituto di Fisica Gleb Wataghin
- Istituto di Biologia
- Istituto di Informatica
- Istituto di Matematica, Statistica e Informatica
- Istituto di Economia
- Istituto di Filosofia e Scienze umane
- Istituto di Studi linguistici
- Istituto di Arte
- Istituto di Geoscienze